# Norishige Kanai
Pour les articles homonymes, voir Kanai.
Norishige Kanai (金井 宣茂, Kanai Norishige, né le 5 décembre 1976 à Tokyo, Japon) est un astronaute de la JAXA. Il a été sélectionné en 2009. En plus d'être astronaute, il est également médecin militaire.

## Biographie
Chirurgien militaire et médecin de plongée, Kanai a été sélectionné astronaute dans le groupe JAXA 5 en 2009.
Il a fait partie de la mission sous-marine NEEMO 20 en 2015.

## Vols réalisés
Norishige Kanai a décollé le 17 décembre 2017 sur Soyouz MS-07 pour participer aux expéditions 54 et 55 de la Station spatiale internationale (ISS) en tant qu'ingénieur de vol. Il est rentré dans les steppes kazakhes le 3 juin 2018 après 168 jours dans l'espace.

## Galerie

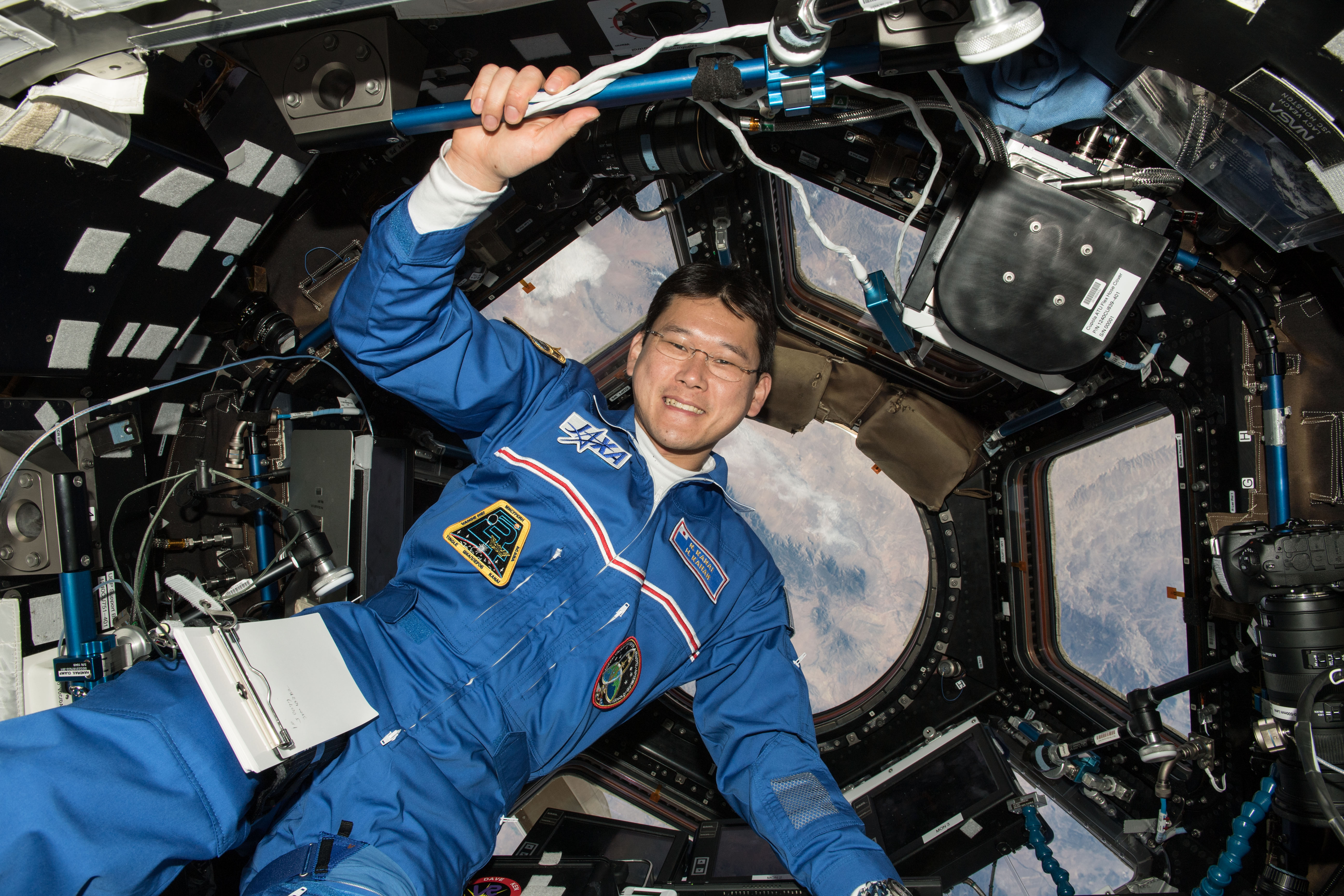
Dans la Cupola de l'ISS.
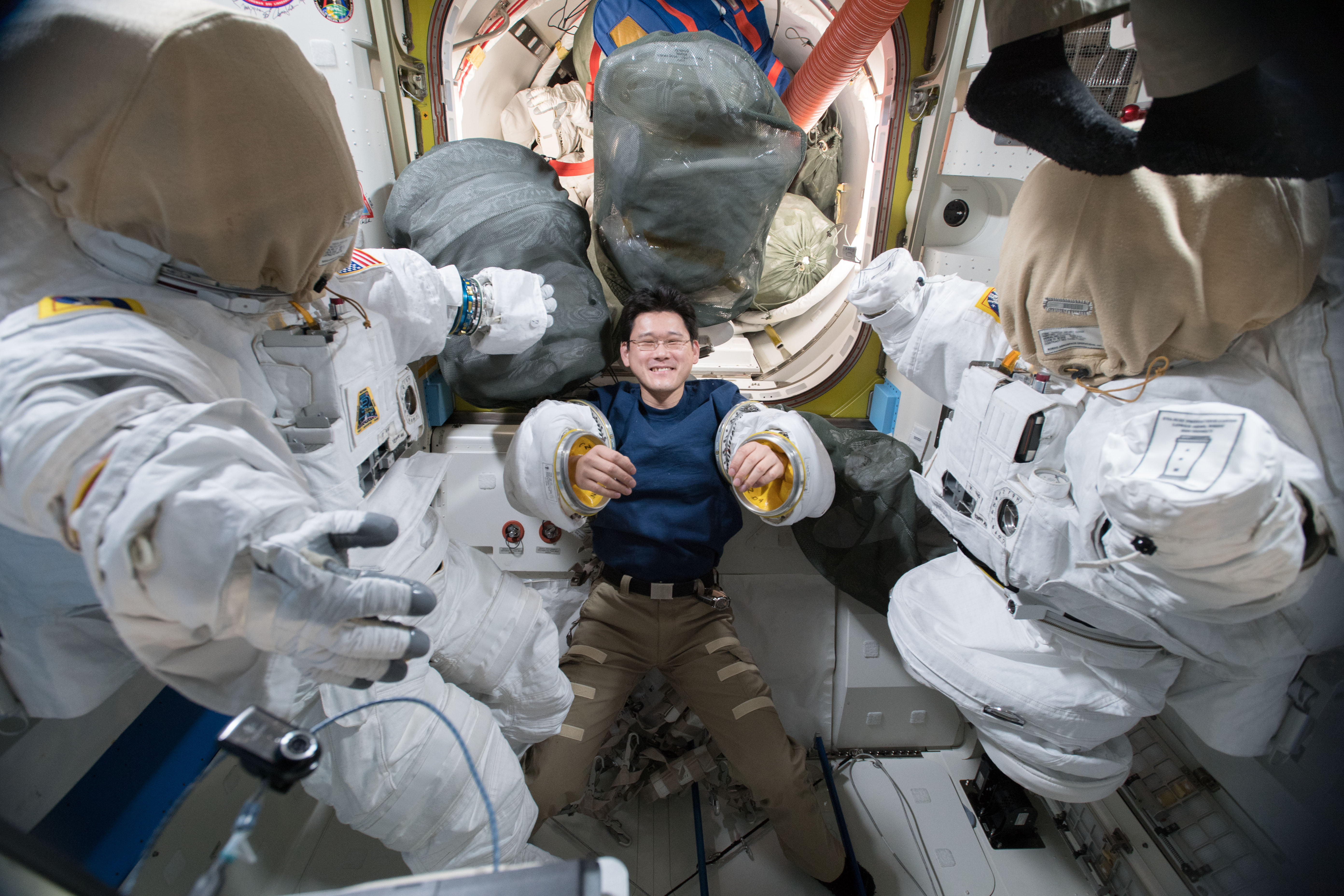
Le Japonais est ici au milieu de deux combinaisons spatiales américaines dans le sas américain Quest de la station.